# Sirup
Sirupy (latinsky sirupi sir., arabsky شراب‎, do roku 1957 česky syrupy) jsou koncentrované roztoky cukrů nebo vícesytných alkoholů ve vodě, ovocných šťávách nebo drogových výluzích. V potravinářství se používají sirupy jako koncentráty k výrobě nápojů, zejména ovocných.

## Historie

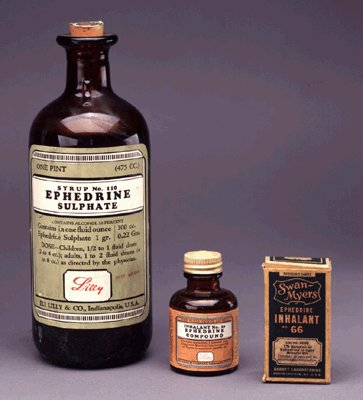
sirup na kašel

Léková forma vznikla v Arábii asi v 10. století. Dnes se sirupy používají hlavně v pediatrii (dětském lékařství) pro úpravu chuti. Pod sirupem se též rozumí i koncentrované ovocné šťávy, které se před konzumací ředí vodou. Ty vznikly později a v posledních několika desetiletích zcela převládla jejich výroba nad domácí přípravou.

## Název
Podstatné jméno sirup je arabského původu a do Evropy se dostalo prostřednictvím latiny (sirupus). V češtině se vyskytovalo v podobách syrob, syrup, syrop, syrub, sirob a sirup. Údajně pouze mylná etymologie vedla k jeho spojování s českým slovem syrý a podle něho se slovo sirup psalo s y. Starší vydání Pravidel českého pravopisu psaní sjednotila tak, že jako spisovné uvedla jen dvě, syrob a syrup. Ve většině evropských jazyků se však slovo sirup píše s „i“, např. rusky sirop, slovensky sirup, německy Sirup, francouzsky sirop, italsky siroppo atd., latinsky sirupus. Pouze polština z důvodu zachování výslovnosti píše „syrup“. Angličtina používá též slovo „syrup“, v americké angličtině se řidčeji vyskytuje též varianta „sirup“.
Změna pravopisu slov syrup a lyšaj na sirup a lišaj jejich vynětím z vyňatých slov byla jednou z nejdiskutovanějších změn českého pravopisu ve vydání z roku 1957, které jinak žádnou zásadní reformu nepřineslo. Uváděným důvodem změny bylo, že jejich psaní s y nelze odůvodnit ani z hlediska etymologického, ani analogií podle slov jiných.

## Suché sirupy
Suché sirupy jsou práškové směsi léčivých a pomocných látek (zahušťovadla, sladidla) z nichž se připravuje sirup přidáním předepsaného množství vody. V podobě suchých sirupů se připravují hlavně antibiotika. Výhodou suchých sirupů je delší trvanlivost. Označení těchto směsí jako sirupy není přesné, protože výsledná koncentrace sacharózy nedosahuje 64%. Vychází z toho, že vzniklá suspenze/roztok je díky přidaným sladidlům sladká/ý.

## Sirupy
Sirupy jsou viskózní tekutiny sladké chuti. Mohou být i slabě zabarvené. Hlavními surovinami jsou demineralizovaná voda, glukóza, sacharóza, mannitol, sorbitol a umělá sladidla. Sirupy dále mohou obsahovat aromatické látky, barviva, stabilizátory a antimikrobiální látky jako jsou například parabeny. V potravinářství je velmi častý je glukózo-fruktózový sirup, jenž slouží jako složka pro další přípravu potravin (např. různých mléčných výrobků a jogurtů, ochucených vod, cukrovinek atd).
Sirupy se plní do skleněných nebo plastových lahviček. Součást balení bývá odměrka.

## Význam sirupů
Kromě vlastností chuťových má sacharóza význam i stabilizační. Roztok sacharózy obsahující 64 % (nasycený roztok sacharózy při 0 °C) cukru rozpuštěného ve vodě způsobuje dehydrataci mikroorganismů. Mikroorganismy nejsou v takovém prostředí schopny existence a hynou.

## Výroba sirupu
Popis výroby základního sirupu (sirupus simplex)
Sacharóza se rozpustí ve demineralizované vodě při teplotě 80 °C za stálého míchání. Roztok krátce povaříme a odstraníme vzniklou pěnu. Roztok se doplní vlažnou vodou na původní objem. Poté za tepla zfiltrujeme.

## Zkoušky
U sirupů hodnotíme obsah sacharózy nebo jiného sladidla, aciditu (kyselost roztoku), viskozitu a hustotu.

## Příklady sirupů
- panadol sirup (antipyretikum, analgetikum)
- jitrocelový sirup (expektorans)
- augmentin (antibiotikum) suchý sirup
- grenadina - sirup ze šťávy z granátových jablek
- javorový sirup
- březový sirup